# All Is Well
All Is Well é um filme indiano do gênero comédia romântico-dramática dirigido por Umesh Shukla em 2015.